# Cosmo de Vos
Cosmo de Vos (15 december 1989) is een Nederlands acteur.
Hij speelde in Timboektoe, een speelfilm van Dave Schram, gebaseerd op de populaire boekenreeks van Carry Slee. Hij was verder te zien in Re-action, Keyzer & De Boer Advocaten en Villa Achterwerk.

## Film en televisie
- 2005-2006 - Villa Achterwerk (presentatie)
- 2006 - Keyzer & De Boer Advocaten (gastrol)
- 2007 - TMF-straatvraag (presentatie)
- 2007 - Timboektoe
- 2007 - Goede tijden, slechte tijden (gastrol)
- 2008 - Roes (gastrol)
- 2009 - TMF Paperboygang (presentatie)